# Knocked Loose
Knocked Loose — американський металкор-гурт із округу Олдем, штат Кентуккі, заснований у 2013 році та підписаний на лейбл Pure Noise Records. Гурт випустив дебютний студійний альбом Laugh Tracks у вересні 2016 року на Pure Noise Records, за яким у 2019 році вийшов A Different Shade of Blue. Їхній мініальбом A Tear in the Fabric of Life 2021 року містив елементи дез-металу та отримав широке схвалення критиків.

## Історія
Гурт Knocked Loose був створений у червні 2013 року під назвою Manipulator вокалістом Браяном Гаррісом, гітаристом Айзеком Гейлом, басистом Кевіном Оттеном і барабанщиком Діланом Айзеком. За винятком Айзекса, учасники вже грали разом у гурті Speaker, з Джаредом Берроном на барабанах. Невдовзі після оголошення дебютного концерту 26 липня з ними зв'язався інший гурт під назвою Manipulator, і вони вирішили змінити назву на «Knocked Loose». 27 серпня опублікували перший сингл гурту під назвою «Manipulator» на YouTube і Bandcamp. 24 жовтня Little Heart Records оголосили, що вони підписали контракт з Knocked Loose, і гурт випустив наступний сингл під назвою «The Have Nots» того ж місяця на YouTube і Bandcamp. Пісня зазнала певної критики в мережі за використання образливого слова «педик» (англ. «faggot»), через що на наступний день після релізу відео на YouTube перезавантажили з вилученим словом. У листопаді 2013 року Knocked Loose зняли перший кліп на сингл. Відтоді обидва сингли разом із відео на YouTube та кліп на пісню «The Have Nots» були видалені з усіх платформ.
Дебютний мініальбом під назвою Pop Culture вийшов у 2014 році на Little Heart Records. Knocked Loose також написали пісню «SS» для семплу I Would Have Waited an Eternity for This лейблу Little Heart Records, який вийшов на Warped Tour того ж року. Більшу частину своїх ранніх років гурт провів, багато гастролюючи Сполученими Штатами. У 2015 році вони випустили спліт з Damaged Goods на No Luck Records (і в цифровому вигляді через Little Heart).
Навесні 2016 року Knocked Loose підтримали Counterparts у їхньому хедлайнерському турі. Gideon та Expire також приєдналися як супроводжувальні гурти. Потім гурт вирушив у літній тур на підтримку The Acacia Strain під час туру Common Vision Tour 2016. Oceano, Culture Killer і To the Wind також приєдналися до туру. Восени гурт підтримував Stick to Your Guns у турі Better Ash than Dust. Stray from the Path і Expire приєдналися до складу як супроводжувальні гурти.
У 2016 році гурт оголосив про перший студійний альбом під назвою Laugh Tracks, який вийде на лейблі Pure Noise Records, з яким вони підписали контракт на початку того ж року. Альбом вийшов 16 вересня 2016 року. 9 серпня 2016 року Knocked Loose представили нову пісню з майбутнього альбому під назвою «Oblivions Peak». 31 травня 2017 року гурт випустив відеокліп на дві об'єднані пісні з Laugh Tracks, «Billy No Mates / Counting Worms», причому відео починається з «Billy No Mates» і миттєво переходить до «Counting Worms».
6 червня 2017 року було оголошено, що Knocked Loose будуть виступати на розігріві в Every Time I Die разом із Hollow Earth у турне Сполученими Штатами наприкінці 2017 року, яке триватиме у вересні та жовтні. Через місяць, у липні 2017 року, гурт оголосив про листопадові гастролі у Великобританії, також на розігріві в Every Time I Die, але замість цього на кількох концертах зіграв з канадським гардкор-гуртом Comeback Kid. Влітку 2017 року Knocked Loose відіграли всі концерти Vans Warped Tour на сцені Full Sail разом із такими гуртами, як Trophy Eyes, Boston Manor і Movements. У грудні 2017 року Knocked Loose розігрівали Eighteen Visions на двох концертах разом з Old Wounds і Tourniquet. Наприкінці 2017 року гурт оголосив про перший хедлайнерський тур по США на початку 2018 року за підтримки гардкор-гуртів Terror і Jesus Piece, а також колег по лейблу Stone. Однак перед туром, після того, як учасників Stone звинуватили у сексуальному насильстві, Knocked Loose зняли їх з гастролей і замінили на Year of the Knife.
Більшість дат їхнього першого хедлайнера були розпродані, що дозволило їм відіграти на розігріві у Parkway Drive і Thy Art Is Murder в їхніх європейських турах, а також відіграти кілька концертів на головній сцені останнього Warped Tour. Восени 2018 року Knocked Loose разом із Сайларом розігрівали гурт Beartooth в рамках туру «Disease». Навесні 2019 року Knocked Loose вирушили у тур хедлайнерами. На розігріві виступили The Acacia Strain, Harm's Way, Sanction та Higher Power. Потім Knocked Loose підтримали A Day to Remember влітку 2019 року разом із Boston Manor. Наступний альбом Knocked Loose, A Different Shade of Blue, вийшов 23 серпня 2019 року. На підтримку нового альбому восени 2019 року гурт розпочав масштабний хедлайнер у США. Stick to Your Guns, Rotting Out, Candy та SeeYouSpaceCowboy приєдналися до туру як супроводжувальні гурти.
Наприкінці літа Knocked Loose виступили хедлайнерами з Gatecreeper, Magnitude і Kharma. Потім гурт грав на розігріві у Gojira під час їхнього осіннього туру 2021 року разом із Alien Weaponry. У жовтні 2021 року гурт без будь-якого попереднього повідомлення випустив мініальбом A Tear In The Fabric Of Life. Концептуальний альбом документує «історію людини, яка пробирається через „надзвичайне горе“». Одночасно вийшов анімаційний короткометражний фільм, який супроводжує весь цикл мініальбому. Його зняв шведський режисер Магнус Йонссон. Реліз, як і короткометражний фільм, отримав переважно позитивні відгуки. Пісня «God Knows» увійшла до списку 30 найкращих метал-пісень 2021 року за версією журналу Loudwire.
14 червня 2023 року гурт несподівано випустив Upon Loss Singles, подвійний сингл, що складається з треків «Deep in the Willow» і «Everything is Quiet Now». Продюсером треків став новий співавтор Дрю Фулк (також відомий як WZRD BLD). У лютому 2024 року гурт анонсував новий альбом під назвою You Won't Go Before You're Supposed To, який вийде 10 травня на Pure Noise Records. До альбому увійдуть внески Кріса «Motionless» та Поппі. Одночасно з анонсом альбому гурт випустив головний сингл «Blinding Faith».

## Музичний стиль
Різні ЗМІ та видання класифікували Knocked Loose за кількома піджанрами, включаючи металкор, гардкор-панк і бітдаун-гардкор. New Noise, рецензуючи дебютний альбом гурту Laugh Tracks, описав звучання гурту як схоже на « Comeback Kid у їхньому найважчому виконанні з додаванням рифів Slayer і злоби в стилі Code Orange». Вокаліст гурту Браян Гарріс описав їхнє звучання як «затиснуте між гардкором і металкором», хоча він стверджує, що метою гурту було створити різноманітне звучання, яке важко класифікувати. Knocked Loose вважаються одними з попередників першої хвилі «відродження» металкору наприкінці 2010-х років, поряд з такими гуртами, як Code Orange, Counterparts, Kublai Khan, Varials і Jesus Piece.
Гурт назвав Omen, Lizzy Borden, Slayer, JUDGE, Hatebreed, Slipknot, Every Time I Die, Suicide Silence і Job for a Cowboy як джерело впливу. У своєму останньому альбомі вони посилаються на вплив дез-металу та Філа Спектора.
Вони висловили захоплення такими гуртами, як Justice For The Damned, Jesus Piece і The Chisel.

## Склад гурту

Knocked Loose наживо на фестивалі With Full Force, 2018 рік
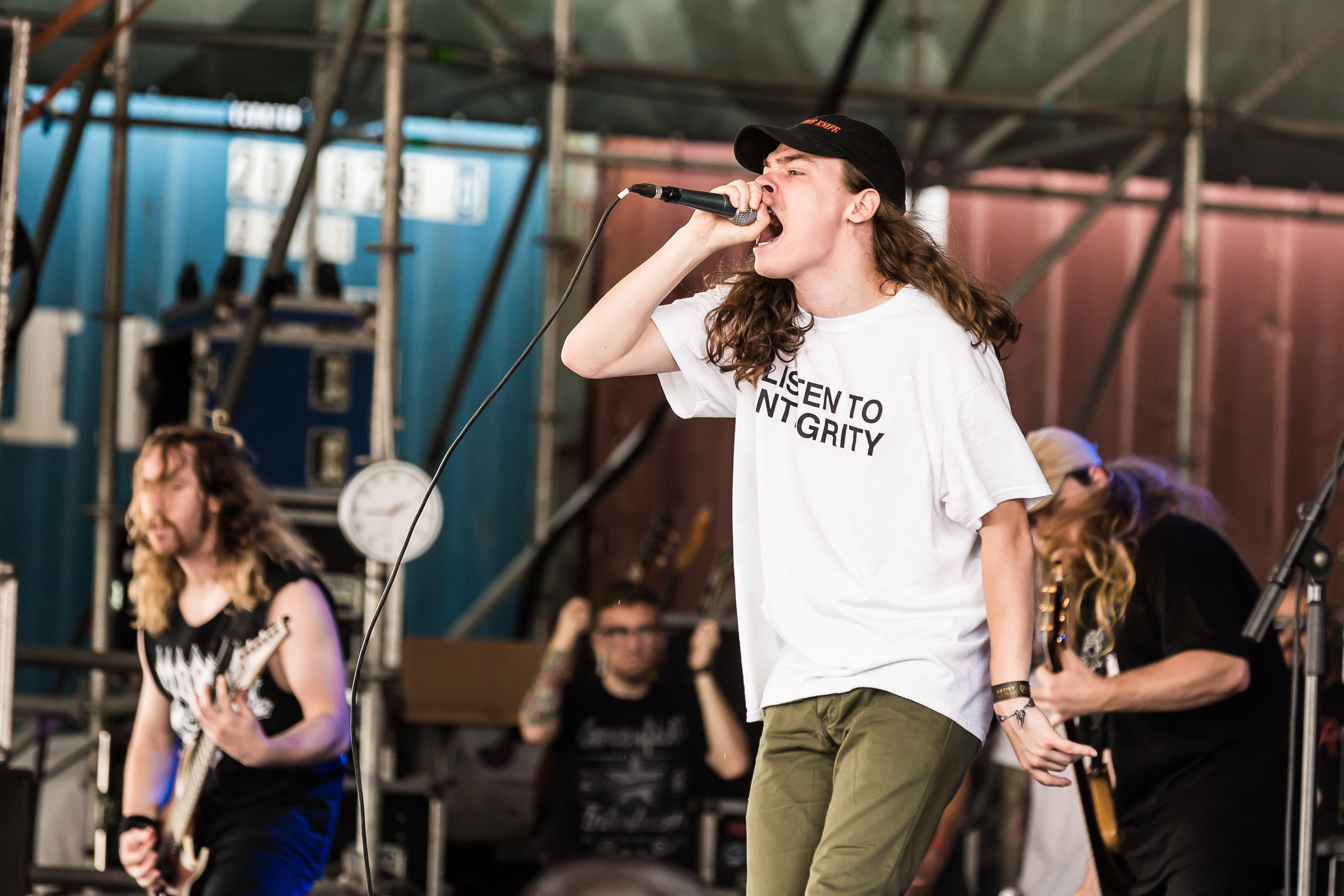
Браян Гарріс
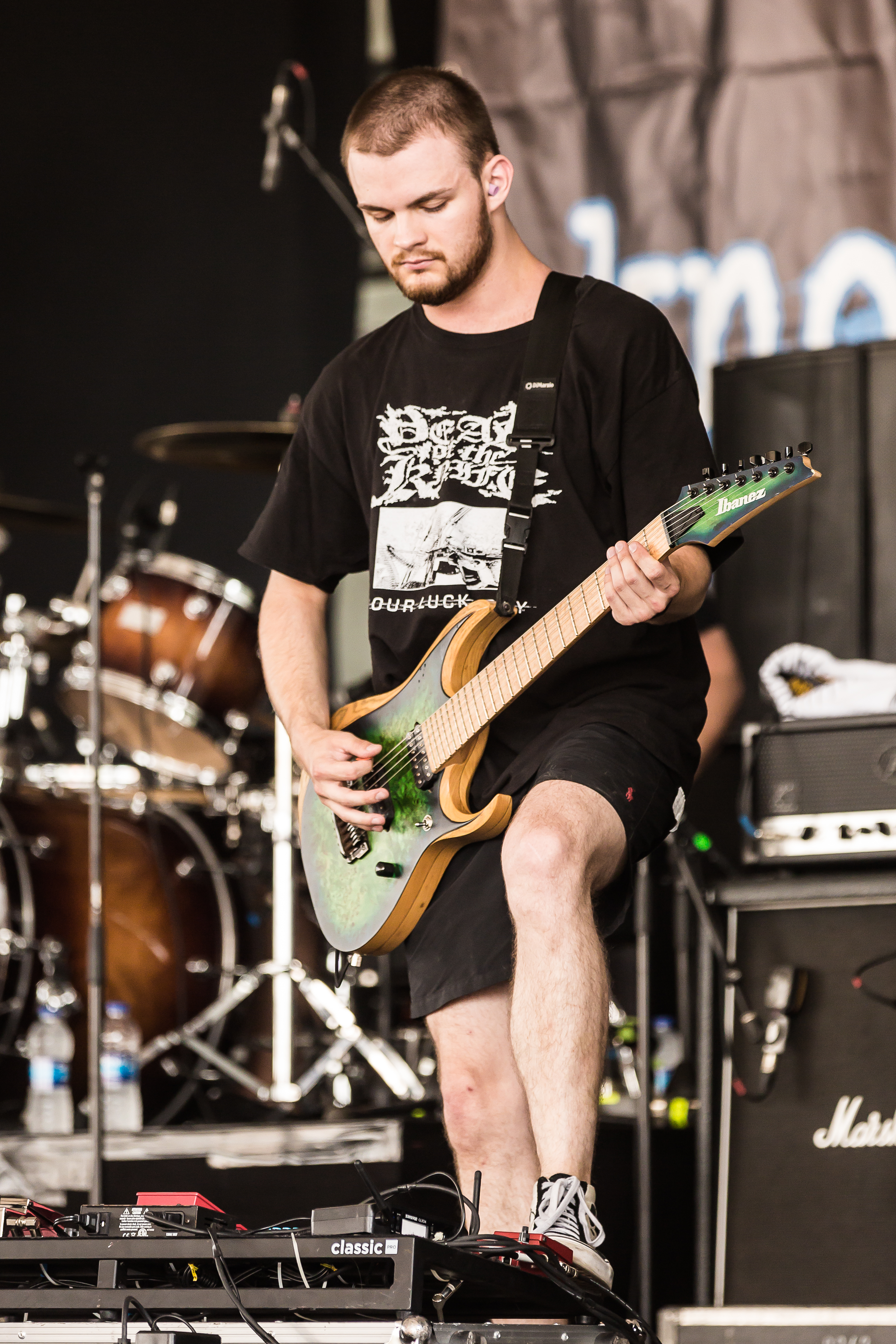
Ісаак Гейл
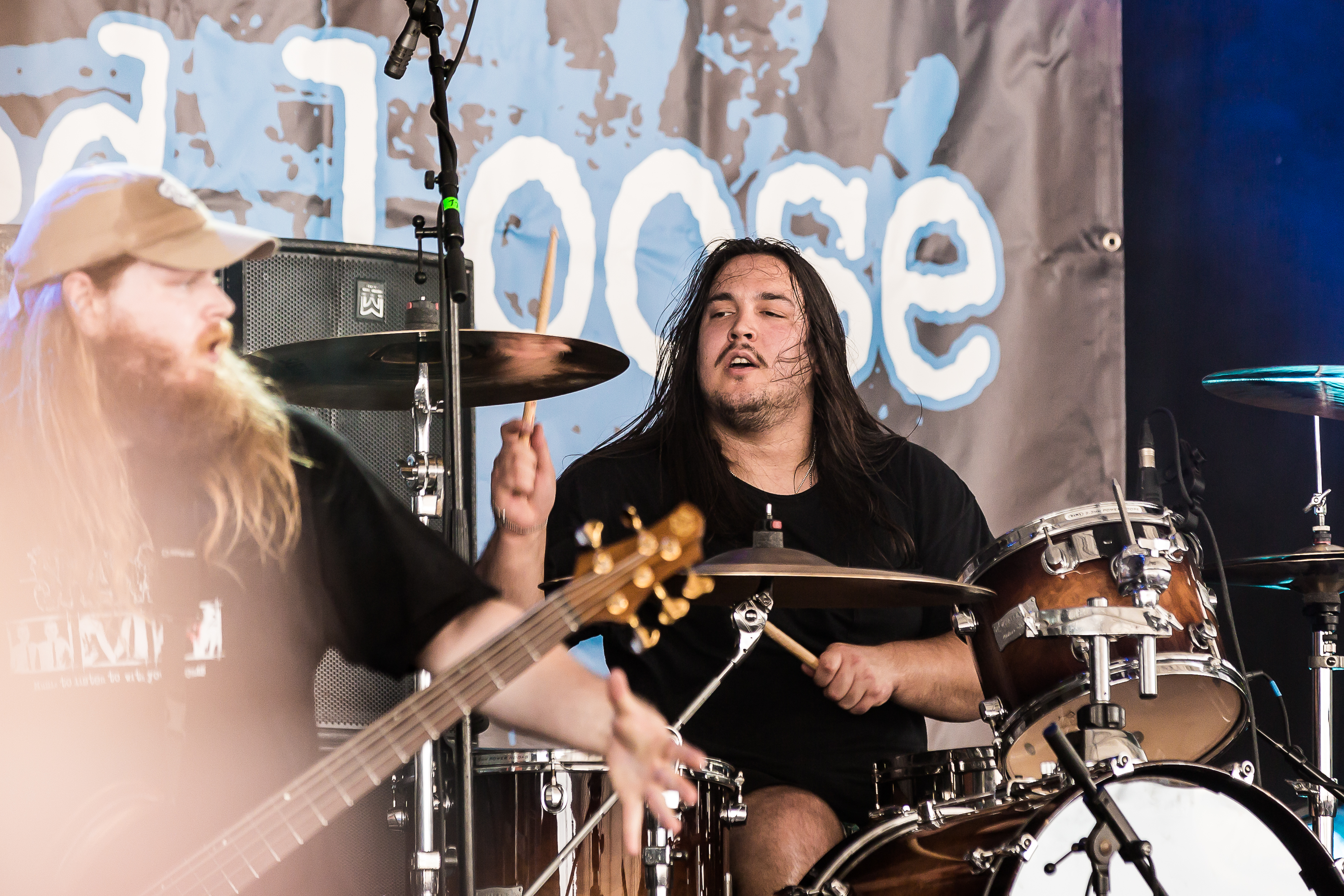
Зліва направо: Кевін Оттен, Кевін Кейн

Поточний склад
- Браян Гарріс — вокал (з 2013)
- Айзек Гейл — соло-гітара, вокал (з 2013)
- Кевін Оттен — бас (з 2013)
- Кевін «Паксун» Кейн — ударні (з 2015
- Ніко Кальдерон — ритм-гітара, бек-вокал (з 2020)

Колишні учасники
- Ділан Айзекс — ударні (2013—2014)
- Нейт Вудс — ударні (2014)
- Коул Крачфілд — ритм-гітара, бек-вокал (2015—2020)

Шкала
Не вдається зібрати вхід EasyTimeline:

Timeline generation failed: 8 errors found

Line 6: TimeAxis = orientation: horizontal format: yyyy

- TimeAxis definition incomplete. No value specified for attribute 'orientation'.

Line 7: Legend = orientation: vertical position: bottom columns:3

- TimeAxis definition incomplete. No value specified for attribute 'horizontal'.

Line 8: ScaleMajor = increment:2 start:2013

- TimeAxis definition incomplete. No value specified for attribute 'format'.

Line 9: ScaleMinor = increment:1 start:2013

- TimeAxis definition incomplete. No value specified for attribute 'yyyy'.

Line 20: BackgroundColors = bars: bars

- BackgroundColors definition incomplete. No value specified for attribute 'bars'.

Line 21: LineData =

- BackgroundColors definition incomplete. No value specified for attribute 'bars'.

Line 22:  layer:back

- New command expected instead of data line (= line starting with spaces). Data line(s) ignored.

```
 

```

Line 40: PlotData=

- PlotData invalid. No (valid) command 'TimeAxis' specified in previous lines.

## Дискографія
Студійні альбоми
- Laugh Tracks (2016, Pure Noise)
- A Different Shade of Blue (2019, Pure Noise)
- You Won't Go Before You're Supposed To (2024, Pure Noise)

Мініальбоми і спліти
- Pop Culture (2014, Little Heart)
- Knocked Loose/Damaged Goods (2015, No Luck/Little Heart)
- Mistakes Like Fractures (2019, Pure Noise)[45]
- A Tear in the Fabric of Life (2021, Pure Noise)[31]

Демо
- 2013 Demo's (2014)

Сингли
- «Manipulator»
- «The Have Nots»
- «Deadringer»
- «Oblivion's Peak»
- «Billy No Mates / Counting Worms»
- «Mistakes Like Fractures»
- «…And Still I Wander South»
- «Trapped in the Grasp of a Memory»
- «Upon Loss Singles»[35]
- «Blinding Faith»
- «Don't Reach For Me»

Появи у збірках
- «SS» (2014, на I Would Have Waited an Eternity for This)